# Not in Portland
"Not In Portland" er syvende afsnit af tredje sæson af den amerikanske tv-serie Lost, og hele seriens 54. afsnit. Det er instrueret af Stephen Williams, og skrevet af Carlton Cuse og Jeff Pinkner. Det blev broadcasted første gang 7. februar 2007 på American Broadcasting Company. Nestor Carbonell, der spiller Richard Alpert, har sin første optræden i serien, og William Mapother vender tilbage i rollen som Ethan Rom. Det er desuden første gang i Lost, at flashbacknarrativet centrerer sig om en af The Others, navnlig Juliet Burke (Elizabeth Mitchell).
Flashbacks viser hvordan Juliet blev rekrutteret, og giver indblik i hvad der blev regnet for hendes lovende fertilitetsforskning. På øen hjælper hun Kate Austen (Evangeline Lilly) og James "Sawyer" Ford (Josh Holloway) med at flygte, alt imens Jack Shephard (Matthew Fox) forsøger at holde kontrol over sin saboterede operation af Benjamin Linus (Michael Emerson).